# ارسلان امینی
ارسلان امینی (زادهٔ ۱۳۵۴ خورشیدی، فرخشهر) ورزشکار پارازورخانه ایرانی است.
وی در کلاس پارازورخانه‌ای آسیایی و در کلاس ایستاده با ۷۵۵ امتیاز صاحب گردن‌آویز طلا شد همچنین یک مدال قهرمانی جهانی، کسب عنوان قهرمان قهرمانان آسیا ۲۰۱۱ تاجیکستان، کسب عنوان برترین ورزشکار زورخانه‌ای جهان در سال ۲۰۱۱، کسب دیپلم افتخار جهانی و عنوان پدیدهٔ جام جهانی زورخانه‌ای در سال ۲۰۱۰ در کشور ترکیه را در کارنامه دارد.

## تیم ملی
ارسلان امینی با درخشش در مسابقات انتخابی تیم ملی پارازورخانه‌ای موفق به کسب سهمیه حضور در تیم ملی شد. مسابقات انتخابی تیم ملی پارازورخانه‌ای به مدت دو روز در تهران برگزار شد و ارسلان امینی با کسب دو عنوان برتر این مسابقات، به عضویت تیم ملی درآمد. عضو تیم باستانی جانبازان و معلولین استان در این مسابقات موفق به کسب عنوان قهرمانی در مادهٔ میل‌گیری شد و در مادهٔ کباده نیز به جایگاه نایب قهرمانی رسید. امینی با کسب سهمیهٔ حضور در تیم ملی، برای حضور در مسابقات برون مرزی راهی عراق خواهد شد.

## نگارخانه

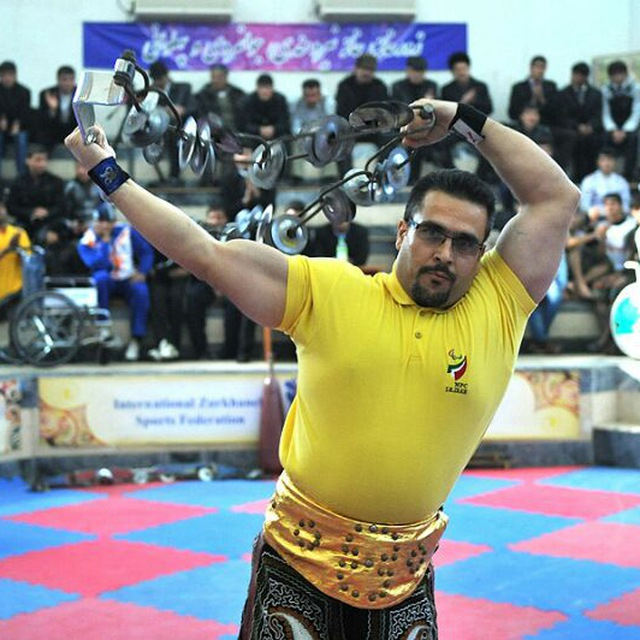
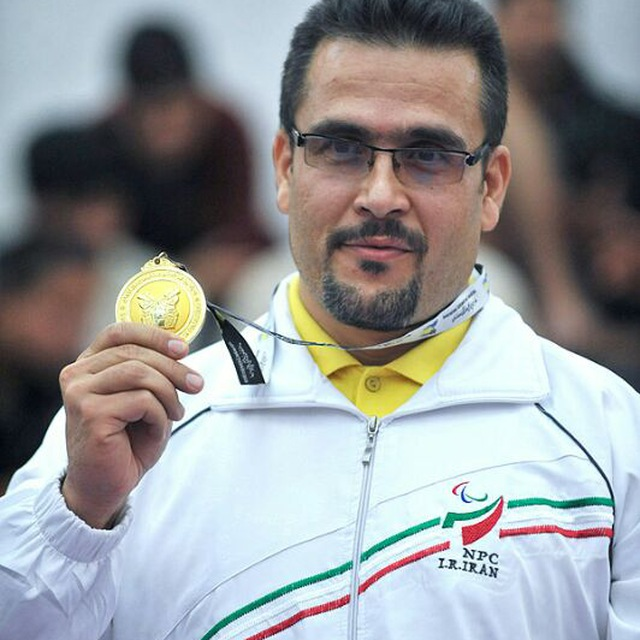